# روزشکنان
روزشکنان (ترجمه تحت‌اللفظی از انگلیسی: Daybreakers) که به اشتباه شکننده‌گان روز هم برگردان‌شده است، یک فیلم ترسناک علمی–تخیلی به کارگردانی و نویسندگی برادران اسپیریگ است که در سپتامبر ۲۰۰۹ در جشنواره بین‌المللی فیلم تورنتو و اوایل ۲۰۱۰ اکران عمومی شد. از بازیگران آن می‌توان به ایتن هاک، ویلم دفو، کلاودیا کاروان، سام نیل، و ایزابل لوکاس اشاره کرد.

## داستان
داستان این فیلم روایت‌گر آینده در یک دنیای مدرن است که مردم خون‌آشام بر دنیا مسلط شده‌اند و انسان‌های معمولی در اقلیت هستند و زندگی پنهانی دارند، جایی که یک شرکت مشغول تحقیقات گسترده برای به‌دست آوردن یک جایگزین برای خون طبیعی است و انسان‌های معمولی شکار می‌شوند.